# Блайбтрой, Марсель
Марсель Блайбтрой (фр. Marcel Bleibtreu; 26 августа 1918 — 25 декабря 2001) — французский троцкист, марксистский теоретик.

## Краткая биография
Блайбтрой родился в Марселе в конце Первой мировой войны. После окончания Лицея Кондорсе, он стал изучать медицину в Париже. В 1936 году Марсель вступил в Международную рабочую партию, которая в 1944 году объединилась с несколькими другими троцкистскими группами в Международную коммунистическую партию (МКП), ставшую французской секцией Четвертого интернационала. Блайбтрой под псевдонимом Пьер Фавр руководит политической работой в пригородах Парижа — Путо, Сюрен и Нантер.
В ноябре 1944 года Блайбтрой становится редактором партийной газеты «La Vérité». Вместе с Пьером Ламбером был лидером раскола в МКП 1952 года и в Четвёртом интернационале 1953 года.
В период Алжирской войны за независимость в МКП начались расхождения между Ламбером и Блайбтроем о поддержке существовавших в Алжире национально-освободительных организаций. Ламбер считал, что необходимо ориентироваться на Движение за торжество демократических свобод (МТЛД) во главе с Мессали Хаджем, а Блайбтрой — на Революционный комитет единства и действия (КРУА, предшественник Фронта национального освобождения).
В 1955 году Ламбер, пользуясь поддержкой большинства организации, исключил Блайбтроя и его сторонников из МКП. Исключенные приняли название Группы большевиков-ленинцев и начали издавать журнал «Троцкизм». В дальнейшем группа объединилась с представителями «новых левых», вместе с которыми создала Революционную социалистическую тенденцию. РСТ в конце 1950-х годов была одной из организаций, участвовавших в создании Союза левых социалистов, а в 1960 году — Объединенной социалистической партии (ОСП). Блайбтрой был членом политического комитета ОСП до того, как вышел из партии в 1964 году. В 1968 году поддерживал т. н. «Comités de base», пытавшийся примирить различные троцкистские группы.
Блайбтрой был участником акций солидарности с Вьетнамом. В 1967 году в Париже он был организатором выставки «Искусство за мир во Вьетнаме». В 1993 году Блайбтрой повторил этот опыт, проведя в Афинах выставку, критикующую введение эмбарго против Ирака.